# San Pedro Tlaquilpan
San Pedro Tlaquilpan es una localidad de México localizada en el municipio de Zempoala en el estado de Hidalgo.

## Geografía
Se encuentra en la región geográfica de la Cuenca de México (Valle de Tizayuca), le corresponden las coordenadas geográficas 19° 56’ 37.592” de latitud norte y 98° 45’ 08.219” de longitud oeste, con una altitud de 2490 m s. n. m. En cuanto a fisiografía se encuentra en la provincia del Eje Neovolcánico, dentro de la subprovincia de Lagos y Volcanes de Anáhuac; su terreno es de llanura. En lo que respecta a la hidrografía se encuentra posicionado en la región del Pánuco, dentro de la cuenca del río Moctezuma, y dentro de las subcuenca del río Tezontepec. Cuenta con un clima semiseco templado.

## Demografía
En 2020 registró una población de 2426 personas, lo que corresponde al 4.19 % de la población municipal. De los cuales 1203 son hombres y 1223 son mujeres.
| Gráfica de evolución demográfica de San Pedro Tlaquilpan entre 1900 y 2020 |
|                                                                            |
| Población registrada por los censos y conteos del INEGI.                   |